# Municipio de Dresden (Dakota del Norte)
El municipio de Dresden (en inglés: Dresden Township) es un municipio ubicado en el condado de Cavalier en el estado estadounidense de Dakota del Norte. En el año 2010 tenía una población de 41 habitantes y una densidad poblacional de 0,35 personas por km².

## Geografía
El municipio de Dresden se encuentra ubicado en las coordenadas 48°56′33″N 98°31′47″O / 48.94250, -98.52972. Según la Oficina del Censo de los Estados Unidos, el municipio tiene una superficie total de 115.76 km², de la cual 113,62 km² corresponden a tierra firme y (1,85 %) 2,14 km² es agua.

## Demografía
Según el censo de 2010, había 41 personas residiendo en el municipio de Dresden. La densidad de población era de 0,35 hab./km². De los 41 habitantes, el municipio de Dresden estaba compuesto por el 100 % blancos. Del total de la población el 0 % eran hispanos o latinos de cualquier raza.